# ABamot
Az ABamot a Lillafüredi Állami Erdei Vasút (LÁEV) számára készült keskeny nyomközű motorkocsitípus.

## Története
A Szinvavölgyi Erdei Vasút 1923 óta foglalkozott menetrend szerinti személyszállítással. Az 1920-as évek közepétől, a Lillafüredi Palotaszálló építésével egyidőben a turizmus is elkezdett komolyan fejlődni Lillafüred környékén. 1927-ben a Földmívelésügyi Minisztérium leadta a rendelés az Orenstein & Koppel-, valamint a Waggonkartell gyáraknak, hogy készítsenek el két motorvonatot, melyek első- és másodosztályúaknak kell lenniük, valamint igazodniuk kell a pálya sajátosságaihoz. A maximális tengelyterhelést figyelembe véve a mérnökök két forgóvázat szereltek a motorkocsikba, mindkettő két tengellyel rendelkezett. Az egyik csak hajtott, míg a másik csak szabadon futó kerekekkel lett felszerelve. Tengelyelrendezése: 2'B'
1928. szeptember 20-án további rendelést adtak le motor-mellékkocsik iránt is. Összesen öt darabot rendeltek. 1 db első osztályú pótkocsit és 1 db szalonszakaszos, poggyászfülkés első osztályú pótkocsit rendelt a Ganz és Társa, Danubius Gép-, Waggon- és Hajógyár Rt.-től, valamint az Orenstein & Koppeltől 2 db másod osztályú, és 1 db poggyászteres harmad osztályú pótkocsit rendeltek.
A járművek 1929-ben érkeztek meg Lillafüredre. Innentől kezdve a vasút neve megváltozott Szinvavölgyi Erdei Vasútról Lillafüredi Állami Erdei Vasútra. Mindkét motorkocsi valamint mind az öt motor-mellékkocsi 1929.07.08-án vett részt először forgalomban. Ekkor a még fiatal, főként teherszállítással foglalkozó kisvasút világszínvonalú gépeivel hamar híres lett.
A gazdaságosabb üzemeltetés érdekében 1940-ben, az Ab amot-1 járművet remotizálták. Új dízelmotort, valamint a nagyobb teljesítményéhez illeszkedő Ganz fejlesztésű sebességváltót kapott. A takarékosabb üzemet jellemezte a dízelmotor kb. 30%-os fogyasztáscsökkenése, motor teljesítménye a korábbi 66 kW-ról 84 kW-ra emelkedett. Az Ab amot-2-es motorcseréjére csak jóval később 1948-ban valósult meg. A teljes flotta azonban csak 1948 júliusáig maradt meg. Ekkor a 2-es számú motorkocsit, valamint a Bax 22 motor-mellékkocsit kölcsönadták az akkoriban elindult Gyermekvasútnak. 1949-ben az Ab amot-1 és a Bax 21 is Budapestre került. Az Ab amot-1 kivételével minden járművet 1951 júniusában visszaszállították Lillafüredre, ahol tovább közlekedtek. Az 1951-ben visszatérő 2-es motorkocsit a LÁEV 1958. decembere és 1959. június 19. között a MÁV Északi Járműjavítójában teljes főjavításra küldte. Felújították a motorját, sok fődarabját kicserélték és újra is fényezték.
Az Ab amot-1 ekkor még Budapesten maradt. A MÁV néhány évig bérleti díjat fizetett a motor- és pótkocsiért, de a későbbiekben a szerződést egyoldalúan felmondta. Az Országos Erdészeti Főigazgatóság pert indított a MÁV ellen, melyet megnyert. A MÁV viszont nem tudta nélkülözni a LÁEV motorvonatát, így az Mk48 1011-es gépet elküldték az erdészetnek. A mozdonyt a Mátravasúton használták, de a dízel-mechanikus jármű a többi társához hasonlóan komoly motorikus problémákkal küzdött, így emiatt hamar selejtezték. Ekkor az erdészet újra beperelte a MÁV-ot, aki ismét nem adta vissza az Ab amot-1 -et, hanem két L-60 típusú mozdonyt kapott kárpótlásul. Az egyik Lillafüredre, a másik Szilvásváradra került. Később azonban sikerült az Ab amot-1 motorkocsit is visszaszerezni, így 1963 júniusában hazatért Lillafüredre leromlott állapotban. Itt 1977-ig közlekedett, amíg végül leállították. 1980-ban a rossz állapotú gépet a LÁEV akkor vezetősége jobbnak látta elbontani, úgyhogy 1980-tól kezdve már csak a Ab amot-2, vagyis új pályaszámán az A02-602 motorkocsi létezett. Az elbontott motorkocsi egyes darabjai még ma is fellelhetőek a telepen, esetleg beépítve 1-2 mai járműbe. Az A02-602 1982. április 24-én dolgozott utoljára menetrend szerinti vonattal, majd ezt a motorkocsit is leállították. A Közlekedési Múzeum védetté nyilvánította, így a LÁEV tulajdonában maradva a fűtőház mélyén állt évekig.
1982 és 1989 között a MÁV több kísérletet indított a motorvonat és mellékkocsijainak ismételt elszármaztatására. 1989 júliusában A MÁV akkori Vezérigazgatója szemlét tartott a Gyermekvasútnál. A nosztalgiaforgalom megindítására tett kezdeményezéseket célszerűnek tartotta, az ehhez szükséges járműveket a LÁEV-től javasolta beszerezni. 1989. augusztus 23-án a LÁEV beleegyezett a járműcserébe, így az A02-602 motorkocsit, valamint mind az öt pótkocsit elszállították. A LÁEV cserébe 4 db Bax sorozatú, jóval kevesebb értékkel bíró kocsit kapott. 1990-ben a járművek átestek egy főjavításon, és 1991 óta a Gyermekvasút nosztalgia-járműparkját gazdagítják.
A LÁEV üzemvezetőségének jelenlegi álláspontja a motorvonat egy részének mielőbbi visszaszerzése és felújítása, amely a motorkocsiból és egy vagy két betétkocsiból állna, ám a Gyermekvasúttal ez ügyben konkrét előrelépés, megegyezés mind a mai napig (2020) nem született.